# 大教堂山
大教堂山（Cathedral Mountain）是位于美国犹他州韦恩县卡皮特尔沙岩国家公园內的一座山，海拔6,924-英尺（2,110-）。大教堂山于1945年由卡皮托尔礁国家纪念碑（Capitol Reef National Monument）的第一任管理者查尔斯·凯利命名，因为该山谷让人們想起了华丽的哥特式大教堂。